# FC Barcelone (handball)
Pour les articles homonymes, voir FC Barcelone.
Maillots
Actualités
Dernière mise à jour : 9 juin 2024.
La section handball du Futbol Club Barcelona est un club espagnol de handball fondé en 1942. Le FC Barcelone est le club le plus titré du Championnat d'Espagne (31e titre en 2024) et le club européen qui a remporté le plus de Ligue des Champions avec un 12e titre en 2024. La section handball partage le Palau Blaugrana avec les sections basket, futsal et rink hockey. Depuis 2021, l'équipe est entraînée par Antonio Carlos Ortega.

## Histoire

### Création
C'est dans les années 1930 que débute le handball au FC Barcelone mais la section handball du club fut officiellement fondée le 24 novembre 1942.

### 1942-1959: le championnat de Catalogne et laPrimera División champions
En 1944, le FC Barcelone s’inscrit en championnat de Catalogne qu'il remporta dès sa première édition, soit deux ans après la fondation du club. Au total, le FC Barcelone remporta 10 titres de champion de Catalogne en 15 ans.
De 1951 à 1959, les champions des Communautés autonomes d'Espagne se rassemblent à Madrid au mois de mars dans le but de s'affronter ; le vainqueur est déclaré champion d'Espagne. Ce championnat, nommé Primera División champions, n'a jamais été remporté par le FC Barcelone qui dut s'incliner face à l'Atlético de Madrid et au BM Granollers, autre club très réputé en Catalogne.

### 1959-1979: Le FC Barcelone, tenu en échec
En 1959, un championnat commun fut créé, nommé División de Honor champions.
Le FC Barcelone fut souvent tenu en échec par deux de ses principaux rivaux l'Atlético de Madrid et le BM Granollers mais aussi par le BM Calpisa puisqu'il aura fallu attendre 1969 pour voir le FC Barcelone décrocher son premier titre de champion d'Espagne puis encore quatre ans pour son deuxième titre.
Sur cette période de vingt ans, le FC Barcelone ne remporta que deux titres de champion d'Espagne, finit trois fois sur une seconde place, six fois sur un troisième place et donc se retrouva à neuf reprises sans podium. Dans le même temps, les barcelonais remportèrent malgré tout trois fois la Coupe du Généralissime.

### 1980-2001: Au sommet de l'Espagne et de l'Europe
Cette période marqua le début de l'âge d'or du club, aucune équipe ne pouvant rivaliser durablement avec le FC Barcelone. Avec Valero Rivera en tant que joueur puis à la tête de la direction technique de l'équipe à partir de 1983, le FC Barcelone remporta 12 fois le championnat d'Espagne, 9 fois la Coupe du Roi, 2 fois la Coupe ASOBAL et neuf fois la Supercoupe d'Espagne. Cette domination à l'échelle nationale se double d'une domination à l'échelle européenne, le club remportant cinq Coupes des coupes entre 1984 et 1995 et six Ligues des champions entre 1991 et 2000, soit un total de 11 titres européens en 16 ans.
Au cours de cette période, ces principaux rivaux sont le Teka Cantabria, le CD Bidasoa Irún et le Portland San Antonio qui ont accaparé plusieurs titres nationaux ainsi que trois Ligues des champions.

### Les années 2000: la rivalité du BM Ciudad Real

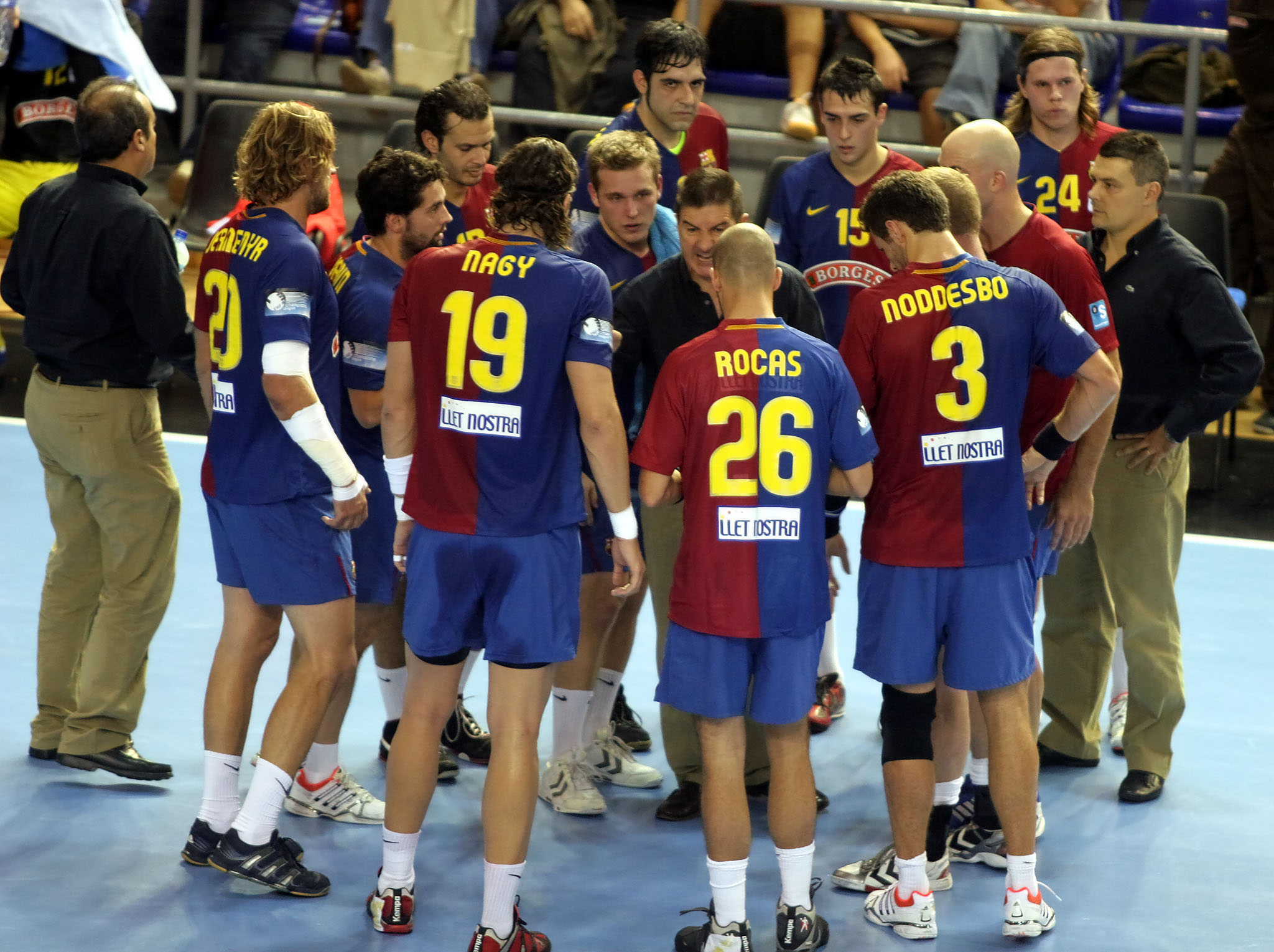
FC Barcelone pendant un match de la Ligue des champions en 2008.

Si Barcelone remporte à nouveau le championnat en 2003 et 2006 et la Ligue des champions en 2005 en battant en finale le BM Ciudad Real, ce dernier est connu comme l'un des seuls clubs qui aient vraiment tenu tête au FC Barcelone durant les années 2000. En effet, ce club situé près de Madrid connait son apogée à la fin de la décennie avec quatre championnats consécutifs – la plus longue période sans titre pour Barcelone depuis la fin des années 1970 – ainsi que trois Ligues des champions.
À l'opposé, Barcelone se trouve orphelin de son entraîneur Valero Rivera ainsi que de la génération dorée du handball barcelonais que formait les Masip, Urdangarín, Guijosa, Barrufet, Xepkin et autres O'Callaghan, même si certains ont rejoint l'encadrement technique du club.

### Depuis 2010: un Barcelone sans opposition en Espagne et à nouveau vainqueur à l'international

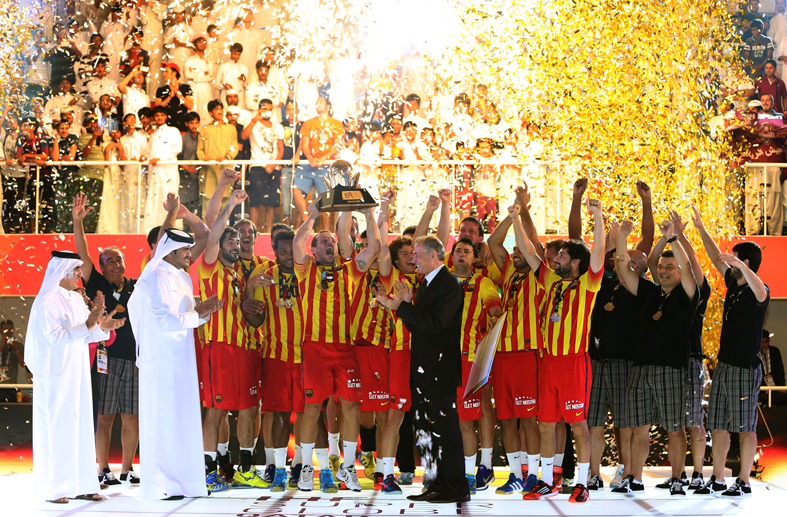
Le Barça, vainqueur du Superglobe 2013.

Mais les années 2010 marquent le retour de Barcelone, retour notamment illustré par une nouvelle victoire en Ligue des champions en 2011 en battant en finale son rival, le BM Ciudad Real. Peu à peu, ce dernier doit faire face à des problèmes financiers, conduisant en 2011 le club à déménager à Madrid pour être rebaptisé BM Atlético de Madrid puis en 2013 à déposer le bilan.
Sur le plan national, le FC Barcelone remporte les cinq premières éditions de la Liga ASOBAL de la décennie (2011, 2012, 2013, 2014 et 2015), domination qui devrait durer longtemps étant donné que le club est le seul n'étant pas touché par la crise économique du handball espagnol. En 2014 comme en 2015, Barcelone remporte le championnat en gagnant tous ses matchs (30). Le 29 octobre 2016, l'équipe remporte sa 100e victoire consécutive en championnat. Après 133 victoires, la série s'interrompt le 7 décembre 2017 face à Guadalajara (match nul 26-26). Barcelone remporte son huitième championnat d'Espagne d'affilée en mars 2018. Le 13 avril 2018, le Barça est battu en championnat par Granollers après une série record de 145 victoires et un match nul en championnat ou de 184 victoires et un match nul si on compte les coupes nationales.
Après avoir remporté plus de 50 trophées au total, l'entraîneur Xavi Pascual est libéré en mai 2021 de son ultime année de contrat (qui courait jusqu'en 2022). Alors qu'il lui a été reproché son incapacité à mener le Barça vers sa dixième Ligue des champions, il permet pourtant au Barça de réaliser une saison parfaite puisqu'il a remporté tous ces matchs de Ligue des champions et a pulvérisé le record du plus gros écart en finale de la finale à quatre (précédemment de 5 buts) en s'imposant de 13 buts (36-23) face au Aalborg Håndbold,,.
La saison suivante, le club pousse encore un peu plus loin le record de victoire en remportant la Ligue des champions 2021-2022. Vainqueur en finale aux tirs au but du club polonais du KS Kielce, c'est la première fois depuis la création du final four en 2010 qu'un club parvient à conserver son titre.

## Rivalités
Dans plusieurs sections du club omnisports du FC Barcelona, les matchs les plus tendus sont ceux face aux clubs de la capitale, c'est le cas entre autres du football (Real Madrid, Atlético de Madrid) ou encore du basket-ball (Real Madrid) mais aussi en handball.
- Atlético Madrid (dans les années 1960, 70 et 80)
- BM Ciudad Real (dans les années 2000)[11]
- BM Granollers seul club catalan engagé en Liga ASOBAL avec le FC Barcelone, ces matchs sont considérés comme des derbys. Le club a tenu tête au club barcelonais durant les années 1950, 60 et 70.
- SDC San Antonio (dans les années 2000).

## Parcours depuis 1980
Le parcours du FC Barcelone depuis la saison 1979/1980 est, :
| Saison    | Compétitions nationales | Compétitions nationales | Compétitions nationales | Compétitions nationales | Compétitions internationales | Compétitions internationales | Compétitions internationales | Dirigeants            | Dirigeants           |
| Saison    | Championnat             | Coupe du Roi            | Supercoupe*             | Coupe ASOBAL            | Europe                       | Supercoupe                   | Mondial                      | Entraîneur            | Président            |
| --------- | ----------------------- | ----------------------- | ----------------------- | ----------------------- | ---------------------------- | ---------------------------- | ---------------------------- | --------------------- | -------------------- |
| 1979-1980 | Champion                | ?                       | Pas de compétition      | Pas de compétition      | N.Q.                         | N.Q.                         | Pas de compétition           | Sergi Petit           | Josep Lluís Núñez    |
| 1980-1981 | 2e                      | Finaliste               | Pas de compétition      | Pas de compétition      | C1 : 1/4 finale              | N.Q.                         | Pas de compétition           | Sergi Petit           | Josep Lluís Núñez    |
| 1981-1982 | Champion                | ?                       | Pas de compétition      | Pas de compétition      | C2 : 1/4 finale              | N.Q.                         | Pas de compétition           | Sergi Petit           | Josep Lluís Núñez    |
| 1982-1983 | 2e                      | Vainqueur               | Pas de compétition      | Pas de compétition      | C1 : 1/2 finale              | N.Q.                         | Pas de compétition           | Sergi Petit           | Josep Lluís Núñez    |
| 1983-1984 | 2e                      | Vainqueur               | Pas de compétition      | Pas de compétition      | C2 : Vainqueur               | N.Q.                         | Pas de compétition           | Valero Rivera         | Josep Lluís Núñez    |
| 1984-1985 | 2e                      | Vainqueur               | Pas de compétition      | Pas de compétition      | C2 : Vainqueur               | Pas de compétition           | Pas de compétition           | Valero Rivera         | Josep Lluís Núñez    |
| 1985-1986 | Champion                | Finaliste               | Finaliste               | Pas de compétition      | C2 : Vainqueur               | Pas de compétition           | Pas de compétition           | Valero Rivera         | Josep Lluís Núñez    |
| 1986-1987 | 2e                      | ?                       | Vainqueur               | Pas de compétition      | C1 : 1/8 finale              | Pas de compétition           | Pas de compétition           | Valero Rivera         | Josep Lluís Núñez    |
| 1987-1988 | Champion                | Vainqueur               | N.Q.                    | Pas de compétition      | C3 : 1/2 finale              | Pas de compétition           | Pas de compétition           | Valero Rivera         | Josep Lluís Núñez    |
| 1988-1989 | Champion                | Finaliste               | Vainqueur               | Pas de compétition      | C1 : 1/4 finale              | Pas de compétition           | Pas de compétition           | Valero Rivera         | Josep Lluís Núñez    |
| 1989-1990 | Champion                | Vainqueur               | Vainqueur               | Pas de compétition      | C1 : Finaliste               | Pas de compétition           | Pas de compétition           | Valero Rivera         | Josep Lluís Núñez    |
| 1990-1991 | Champion                | 1/2 finaliste           | Vainqueur               | 1/2 finaliste           | C1 : Vainqueur               | Pas de compétition           | Pas de compétition           | Valero Rivera         | Josep Lluís Núñez    |
| 1991-1992 | Champion                | Finaliste               | Vainqueur               | 1/2 finaliste           | C1 : 1/2 finale              | Pas de compétition           | Pas de compétition           | Valero Rivera         | Josep Lluís Núñez    |
| 1992-1993 | 3e                      | Vainqueur               | Finaliste               | 1/2 finaliste           | C1 : 1/2 finale              | Pas de compétition           | Pas de compétition           | Valero Rivera         | Josep Lluís Núñez    |
| 1993-1994 | 3e                      | Vainqueur               | Vainqueur               | Finaliste               | C2 : Vainqueur               | Pas de compétition           | Pas de compétition           | Valero Rivera         | Josep Lluís Núñez    |
| 1994-1995 | 2e                      | ?                       | Finaliste               | Vainqueur               | C2 : Vainqueur               | Pas de compétition           | Pas de compétition           | Valero Rivera         | Josep Lluís Núñez    |
| 1995-1996 | Champion                | Finaliste               | Finaliste               | Vainqueur               | C1 : Vainqueur               | Pas de compétition           | Pas de compétition           | Valero Rivera         | Josep Lluís Núñez    |
| 1996-1997 | Champion                | Vainqueur               | Vainqueur               | 1/2 finaliste           | C1 : Vainqueur               | Vainqueur                    | N.Q.                         | Valero Rivera         | Josep Lluís Núñez    |
| 1997-1998 | Champion                | Vainqueur               | Vainqueur               | 1/2 finaliste           | C1 : Vainqueur               | Vainqueur                    | Pas de compétition           | Valero Rivera         | Josep Lluís Núñez    |
| 1998-1999 | Champion                | Finaliste               | Pas de compétition      | Finaliste               | C1 : Vainqueur               | Vainqueur                    | Pas de compétition           | Valero Rivera         | Josep Lluís Núñez    |
| 1999-2000 | Champion                | Vainqueur               | Vainqueur               | Vainqueur               | C1 : Vainqueur               | Vainqueur                    | Pas de compétition           | Valero Rivera         | Josep Lluís Núñez    |
| 2000-2001 | 2e                      | 1/2 finaliste           | Vainqueur               | Vainqueur               | C1 : Finaliste               | Finaliste                    | Pas de compétition           | Valero Rivera         | Joan Gaspart         |
| 2001-2002 | 2e                      | 1/4 finale              | N.Q.                    | Vainqueur               | C3 : Finaliste               | N.Q.                         | N.Q.                         | Valero Rivera         | Joan Gaspart         |
| 2002-2003 | Champion                | Finaliste               | N.Q.                    | Finaliste               | C3 : Vainqueur               | N.Q.                         | Pas de compétition           | Valero Rivera         | Joan Gaspart         |
| 2003-2004 | 2e                      | Vainqueur               | Vainqueur               | Finaliste               | C1 : 1/8 de finale           | Vainqueur                    | Pas de compétition           | Valero Rivera         | Joan Laporta         |
| 2004-2005 | 4e                      | Finaliste               | Finaliste               | 1/2 finaliste           | C1 : Vainqueur               | N.Q.                         | Pas de compétition           | Xesco Espar           | Joan Laporta         |
| 2005-2006 | Champion                | 1/2 finaliste           | N.Q.                    | N.Q.                    | C1 : 1/4 finale              | 1/2 finaliste                | Pas de compétition           | Xesco Espar           | Joan Laporta         |
| 2006-2007 | 4e                      | Vainqueur               | Vainqueur               | 1/2 finaliste           | C1 : 1/4 finale              | N.Q.                         | N.Q.                         | Xesco Espar           | Joan Laporta         |
| 2007-2008 | 2e                      | Finaliste               | Finaliste               | N.Q.                    | C1 : 4e                      | N.Q.                         | Pas de compétition           | Manolo Cadenas        | Joan Laporta         |
| 2008-2009 | 2e                      | Vainqueur               | Vainqueur               | Finaliste               | C1 : Tour principal          | N.Q.                         | Pas de compétition           | Cadenas / Pascual     | Joan Laporta         |
| 2009-2010 | 2e                      | Vainqueur               | Vainqueur               | Vainqueur               | C1 : Finaliste               | Pas de compétition           | N.Q.                         | Xavi Pascual          | Joan Laporta         |
| 2010-2011 | Champion                | 1/2 finaliste           | Finaliste               | Finaliste               | C1 : Vainqueur               | Pas de compétition           | N.Q.                         | Xavi Pascual          | Sandro Rosell        |
| 2011-2012 | Champion                | Finaliste               | Finaliste               | Vainqueur               | C1 : 1/4 finale              | Pas de compétition           | Pas de compétition           | Xavi Pascual          | Sandro Rosell        |
| 2012-2013 | Champion                | 1/2 finaliste           | Vainqueur               | Vainqueur               | C1 : Finaliste               | Pas de compétition           | N.Q.                         | Xavi Pascual          | Sandro Rosell        |
| 2013-2014 | Champion                | Vainqueur               | Vainqueur               | Vainqueur               | C1 : 3e                      | Pas de compétition           | Vainqueur                    | Xavi Pascual          | Josep Maria Bartomeu |
| 2014-2015 | Champion                | Vainqueur               | Vainqueur               | Vainqueur               | C1 : Vainqueur               | Pas de compétition           | Vainqueur                    | Xavi Pascual          | Josep Maria Bartomeu |
| 2015-2016 | Champion                | Vainqueur               | Vainqueur               | Vainqueur               | C1 : 1/4 finale              | Pas de compétition           | 3e                           | Xavi Pascual          | Josep Maria Bartomeu |
| 2016-2017 | Champion                | Vainqueur               | Vainqueur               | Vainqueur               | C1 : 4e place                | Pas de compétition           | N.Q.                         | Xavi Pascual          | Josep Maria Bartomeu |
| 2017-2018 | Champion                | Vainqueur               | Vainqueur               | Vainqueur               | C1 : 1/8e finale             | Pas de compétition           | Vainqueur                    | Xavi Pascual          | Josep Maria Bartomeu |
| 2018-2019 | Champion                | Vainqueur               | Vainqueur               | Vainqueur               | C1 : 3e                      | Pas de compétition           | Vainqueur                    | Xavi Pascual          | Josep Maria Bartomeu |
| 2019-2020 | Champion                | Vainqueur               | Vainqueur               | Vainqueur               | C1 : Finaliste               | Pas de compétition           | Vainqueur                    | Xavi Pascual          | Josep Maria Bartomeu |
| 2020-2021 | Champion                | Vainqueur               | Vainqueur               | Vainqueur               | C1 : Vainqueur               | Pas de compétition           | Annulé                       | Xavi Pascual          | Joan Laporta         |
| 2021-2022 | Champion                | Vainqueur               | Vainqueur               | Vainqueur               | C1 : Vainqueur               | Pas de compétition           | Finaliste                    | Antonio Carlos Ortega | Joan Laporta         |
| 2022-2023 | Champion                | Vainqueur               | Vainqueur               | Vainqueur               | C1 : Troisième               | Pas de compétition           | Finaliste                    | Antonio Carlos Ortega | Joan Laporta         |
| 2023-2024 | Champion                | Vainqueur               | Vainqueur               | Vainqueur               | C1 : Vainqueur               | Pas de compétition           | Troisième                    | Antonio Carlos Ortega | Joan Laporta         |
| 2024-2025 | Champion                | Vainqueur               | Vainqueur               | Vainqueur               | C1 : Quatrième               | Pas de compétition           | Quatrième                    | Antonio Carlos Ortega | Joan Laporta         |
| 2025-2026 | à venir                 | à venir                 | à venir                 | à venir                 | C1 : à venir                 | Pas de compétition           | /                            | Antonio Carlos Ortega | Joan Laporta         |

Remarques :
- Pour la Supercoupe nationale, il s'agit de la Supercoupe d'Espagne jusqu'en 2022 puis de la Supercoupe ibérique.
- Glossaire pour les compétitions internationales : N.Q.=Non qualifié ; C1=Coupe des clubs champions puis Ligue des champions ; C2=Coupe des vainqueurs de coupe ; C3=Coupe de l'IHF/EHF.

## Palmarès
En souligné les compétitions dans lesquelles le FC Barcelone détient le record du nombre de titres remportés dans la compétition.
| Compétitions internationales | Compétitions nationales |
| - Ligue des champions (C1) - Vainqueur (12) : 1991, 1996, 1997, 1998, 1999, 2000, 2005, 2011, 2015, 2021, 2022, 2024 - Finaliste (5) : 1990, 2001, 2010, 2013, 2020 - Coupe des vainqueurs de coupe (C2) - Vainqueur (5) : 1984, 1985, 1986, 1994, 1995 - Coupe de l'EHF (C3) - Vainqueur (1) : 2003 - Finaliste (1) : 2002 - Supercoupe d'Europe - Vainqueur (5) : 1996, 1997, 1998, 1999, 2003 - Finaliste (1) : 2000 - Coupe du monde des clubs - Vainqueur (5) : 2013, 2014, 2017, 2018, 2019 - Finaliste (2) : 2021, 2022 | - Championnat d'Espagne - Vainqueur (32) : 1969, 1973, 1980, 1982, 1986, 1988, 1989 (en), 1990 (en), 1991 (en), 1992 (en), 1996 (en), 1997 (en), 1998 (en), 1999 (en), 2000 (en), 2003, 2006, 2011, 2012, 2013, 2014, 2015, 2016, 2017, 2018, 2019, 2020, 2021, 2022, 2023, 2024, 2025 - Deuxième/finaliste (17) : 1954, 1958, 1968, 1971, 1975, 1981, 1983, 1984, 1985, 1987, 1995, 2001, 2002, 2004, 2008, 2009, 2010 - Coupe du Roi - Vainqueur (29) : 1969, 1972, 1973, 1983, 1984, 1985, 1988, 1990, 1993, 1994, 1997, 1998, 2000, 2004, 2007, 2009, 2010, 2014, 2015, 2016, 2017, 2018, 2019, 2020, 2021, 2022, 2023, 2024, 2025 - Finaliste (14) : 1958, 1971, 1974, 1977, 1981, 1986, 1989, 1992, 1996, 1999, 2003, 2005, 2008, 2012 - Coupe ASOBAL - Vainqueur (20) : 1995, 1996, 2000, 2001, 2002, 2010, 2012, 2013, 2014, 2015, 2016, 2017, 2018, 2019, 2020, 2021, 2022, 2023, 2024, 2025 - Finaliste (6) : 1994, 1999, 2003, 2004, 2009, 2011 - Supercoupe d'Espagne - Vainqueur (24) : 1986, 1988, 1989, 1990, 1991, 1993, 1996, 1997, 1999, 2000, 2003, 2006, 2008, 2009, 2012, 2013, 2014, 2015, 2016, 2017, 2018, 2019, 2020, 2021 - Finaliste (6) : 1985, 1994, 2004, 2007, 2010, 2011 - Supercoupe ibérique - Vainqueur (3) : 2022, 2023, 2024 - Championnat d'Espagne de D2 - Vainqueur (3) : 2012, 2013, 2014 |
| Compétitions régionales | - Championnat d'Espagne - Vainqueur (32) : 1969, 1973, 1980, 1982, 1986, 1988, 1989 (en), 1990 (en), 1991 (en), 1992 (en), 1996 (en), 1997 (en), 1998 (en), 1999 (en), 2000 (en), 2003, 2006, 2011, 2012, 2013, 2014, 2015, 2016, 2017, 2018, 2019, 2020, 2021, 2022, 2023, 2024, 2025 - Deuxième/finaliste (17) : 1954, 1958, 1968, 1971, 1975, 1981, 1983, 1984, 1985, 1987, 1995, 2001, 2002, 2004, 2008, 2009, 2010 - Coupe du Roi - Vainqueur (29) : 1969, 1972, 1973, 1983, 1984, 1985, 1988, 1990, 1993, 1994, 1997, 1998, 2000, 2004, 2007, 2009, 2010, 2014, 2015, 2016, 2017, 2018, 2019, 2020, 2021, 2022, 2023, 2024, 2025 - Finaliste (14) : 1958, 1971, 1974, 1977, 1981, 1986, 1989, 1992, 1996, 1999, 2003, 2005, 2008, 2012 - Coupe ASOBAL - Vainqueur (20) : 1995, 1996, 2000, 2001, 2002, 2010, 2012, 2013, 2014, 2015, 2016, 2017, 2018, 2019, 2020, 2021, 2022, 2023, 2024, 2025 - Finaliste (6) : 1994, 1999, 2003, 2004, 2009, 2011 - Supercoupe d'Espagne - Vainqueur (24) : 1986, 1988, 1989, 1990, 1991, 1993, 1996, 1997, 1999, 2000, 2003, 2006, 2008, 2009, 2012, 2013, 2014, 2015, 2016, 2017, 2018, 2019, 2020, 2021 - Finaliste (6) : 1985, 1994, 2004, 2007, 2010, 2011 - Supercoupe ibérique - Vainqueur (3) : 2022, 2023, 2024 - Championnat d'Espagne de D2 - Vainqueur (3) : 2012, 2013, 2014 |
| - Ligue de Catalogne (12) : 1982, 1983, 1984, 1985, 1987, 1988, 1991, 1992, 1993, 1994, 1995, 1997 - Championnat de Catalogne (10) : 1944, 1945, 1946, 1947, 1949, 1951, 1954, 1955, 1957, 1958 - Finaliste en 1948, 1950, 1952, 2004, 2009 - Ligue des Pyrénées (12) : 1997, 1998, 1999, 2000, 2001, 2003, 2005, 2006, 2007, 2009, 2010, 2011 - Finaliste en 2002, 2004 et 2008 - Supercoupe de Catalogne (1) : 2013 | - Championnat d'Espagne - Vainqueur (32) : 1969, 1973, 1980, 1982, 1986, 1988, 1989 (en), 1990 (en), 1991 (en), 1992 (en), 1996 (en), 1997 (en), 1998 (en), 1999 (en), 2000 (en), 2003, 2006, 2011, 2012, 2013, 2014, 2015, 2016, 2017, 2018, 2019, 2020, 2021, 2022, 2023, 2024, 2025 - Deuxième/finaliste (17) : 1954, 1958, 1968, 1971, 1975, 1981, 1983, 1984, 1985, 1987, 1995, 2001, 2002, 2004, 2008, 2009, 2010 - Coupe du Roi - Vainqueur (29) : 1969, 1972, 1973, 1983, 1984, 1985, 1988, 1990, 1993, 1994, 1997, 1998, 2000, 2004, 2007, 2009, 2010, 2014, 2015, 2016, 2017, 2018, 2019, 2020, 2021, 2022, 2023, 2024, 2025 - Finaliste (14) : 1958, 1971, 1974, 1977, 1981, 1986, 1989, 1992, 1996, 1999, 2003, 2005, 2008, 2012 - Coupe ASOBAL - Vainqueur (20) : 1995, 1996, 2000, 2001, 2002, 2010, 2012, 2013, 2014, 2015, 2016, 2017, 2018, 2019, 2020, 2021, 2022, 2023, 2024, 2025 - Finaliste (6) : 1994, 1999, 2003, 2004, 2009, 2011 - Supercoupe d'Espagne - Vainqueur (24) : 1986, 1988, 1989, 1990, 1991, 1993, 1996, 1997, 1999, 2000, 2003, 2006, 2008, 2009, 2012, 2013, 2014, 2015, 2016, 2017, 2018, 2019, 2020, 2021 - Finaliste (6) : 1985, 1994, 2004, 2007, 2010, 2011 - Supercoupe ibérique - Vainqueur (3) : 2022, 2023, 2024 - Championnat d'Espagne de D2 - Vainqueur (3) : 2012, 2013, 2014 |

1. 1 2 3 4  Remarque : la Supercoupe d'Europe, la Coupe du monde des clubs, la Supercoupe d'Espagne et la Supercoupe ibérique ont lieu en début de saison sportive, donc une victoire à l'année N correspond à la saison N-(N+1)
2. ↑  Les 3 Championnats de D2 remportés entre 2012 et 2014 l'ont été par l'équipe réserve du club.

## Effectif actuel

### Transferts
| Année    | Nom | Nom                       | Poste          | Provenance/Destination | Provenance/Destination | Durée            |
| -------- | --- | ------------------------- | -------------- | ---------------------- | ---------------------- | ---------------- |
| Arrivées |     |                           |                |                        |                        |                  |
| 2025     |     | Ian Barrufet (de)         | Ailier gauche  |                        | MT Melsungen           | (retour de prêt) |
| 2025     |     | Djordje Cikusa (en)       | Arrière droit  |                        | Montpellier Handball   | (retour de prêt) |
| 2025     |     | Ludovic Fabregas          | Pivot          |                        | Veszprém KSE           | 5 ans            |
| 2025     |     | Daniel Fernández (en)     | Ailier gauche  |                        | TVB Stuttgart          | ?                |
| 2025     |     | Viktor Gísli Hallgrímsson | Gardien de but |                        | Wisła Płock            | 2 ans            |
| 2025     |     | Seif El-Deraa             | Demi-centre    |                        | Limoges Handball       | 2 ans            |
| Départs  |     |                           |                |                        |                        |                  |
| 2025     |     | Aitor Ariño               | Ailier gauche  |                        | Füchse Berlin          | ?                |
| 2025     |     | Thiagus dos Santos        | Défenseur      |                        | Veszprém KSE           | ?                |
| 2025     |     | Vincent Gérard            | Gardien de but | fin de carrière        | fin de carrière        | fin de carrière  |
| 2025     |     | Gonzalo Pérez de Vargas   | Gardien de but |                        | THW Kiel               | ? ans            |
| 2025     |     | Melvyn Richardson         | Arrière droit  |                        | Wisła Płock            | 3 ans            |
| 2025     |     | Pol Valera (es)           | Demi-centre    |                        | FC Porto               | ?                |
| 2025     |     | Hampus Wanne              | Ailier gauche  |                        | HØJ Elite              | ?                |

## Personnalités liées au club

### Numéros retirés

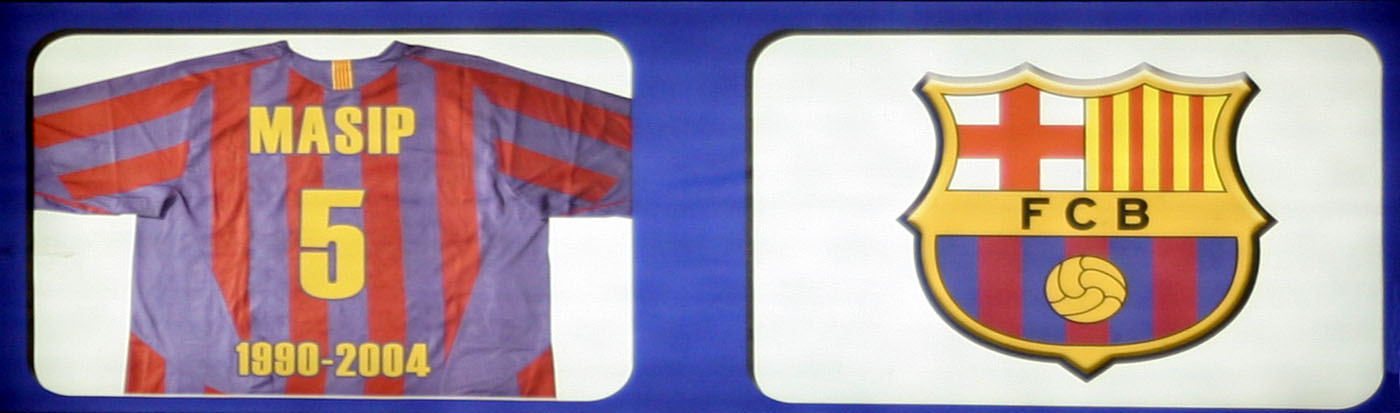
Le maillot retiré d'Enric Masip dans le Hall of Fame du Palau Blaugrana (Barcelone).

En l'honneur des joueurs qui les portaient, sept numéros de maillot ont été retirés :
- 02 - Òscar Grau (es), au club de 1982 (formé localement) à 1995 ;
- 04 - Xavier O'Callaghan, au club de 1987 (formé localement) à 2005 ;
- 05 - Enric Masip, au club de 1990 à 2004 ;
- 07 - Iñaki Urdangarin[19], au club de 1986 à 2000 ;
- 08 - Víctor Tomás[20], au club de 1999 (formé localement) à 2020 ;
- 14 - Juan Sagalés (de), au club au mois de 1977 (formé localement) à 1991 ;
- 16 - David Barrufet, au club de 1984 (formé localement) à 2010 ;

### Joueurs célèbres
Parmi les joueurs célèbres du club, on trouve :
- Années 1970 : Valero Rivera (père), José Perramón
- Années 1980 : Eugeni Serrano, Juan Sagalés (de), Òscar Grau (es), Erhard Wunderlich (), Papitu, Juan Francisco Muñoz Melo, Veselin Vujović (), Zlatko Portner ()
- Années 1990 : David Barrufet, Iñaki Urdangarin, Enric Masip, Lorenzo Rico, Mateo Garralda, Tomas Svensson, Rafael Guijosa, Fernando Barbeito, Antonio Carlos Ortega, Bogdan Wenta (), Andrei Xepkin, Alexandru Dedu (), Xavier O'Callaghan
- Années 2000 : Christian Schwarzer (), Iker Romero, László Nagy (), Igor Vori (), Dejan Perić (), Salva Puig, Jérôme Fernandez (), Alberto Entrerríos, Juanín García, Dragan Škrbić (), Rubén Garabaya, Demetrio Lozano, Cristian Ugalde, Albert Rocas, Kasper Hvidt (), Jesper Nøddesbo (), Siarhei Rutenka ()
- Années 2010 : Cédric Sorhaindo (), Raúl Entrerríos, Viran Morros, Daniel Sarmiento, Arpad Šterbik (/), Kiril Lazarov (), Nikola Karabatic (), Danijel Šarić (/), Filip Jícha (), Gonzalo Pérez de Vargas, Aron Pálmarsson (), Timothey N'Guessan (),
- Années 2020 : Gonzalo Pérez de Vargas, Aleix Gómez, Ludovic Fabregas (), Dika Mem (),

Quelques photos de joueurs
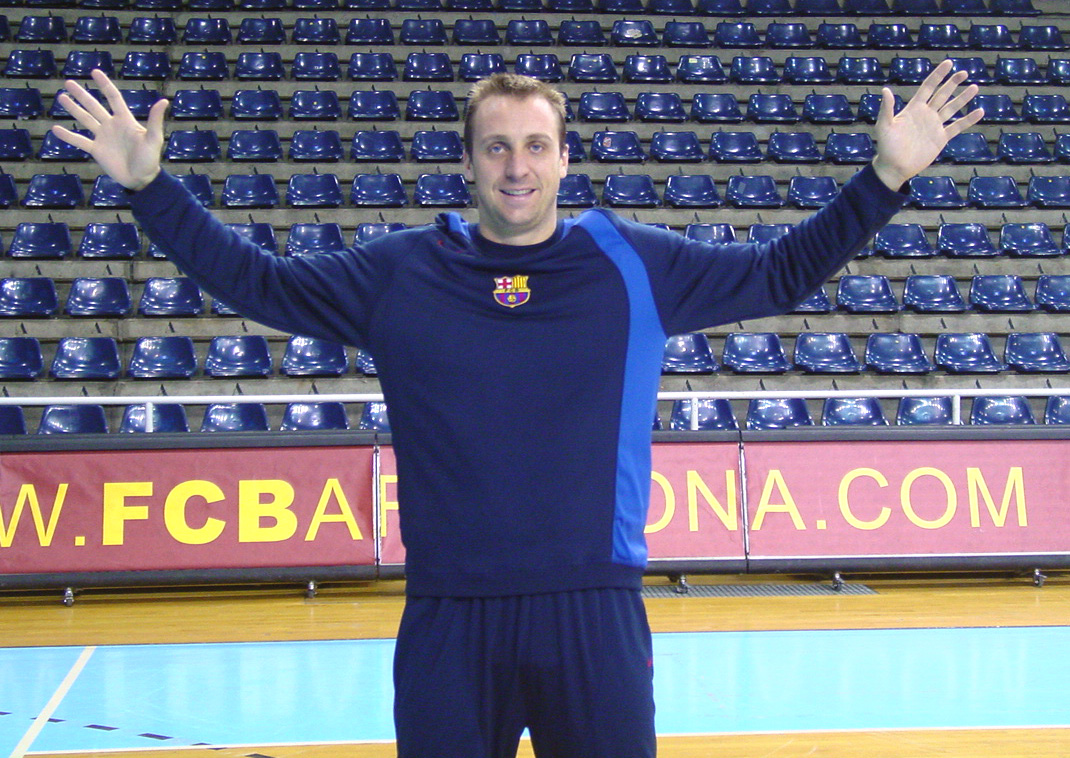
David Barrufet en 2005
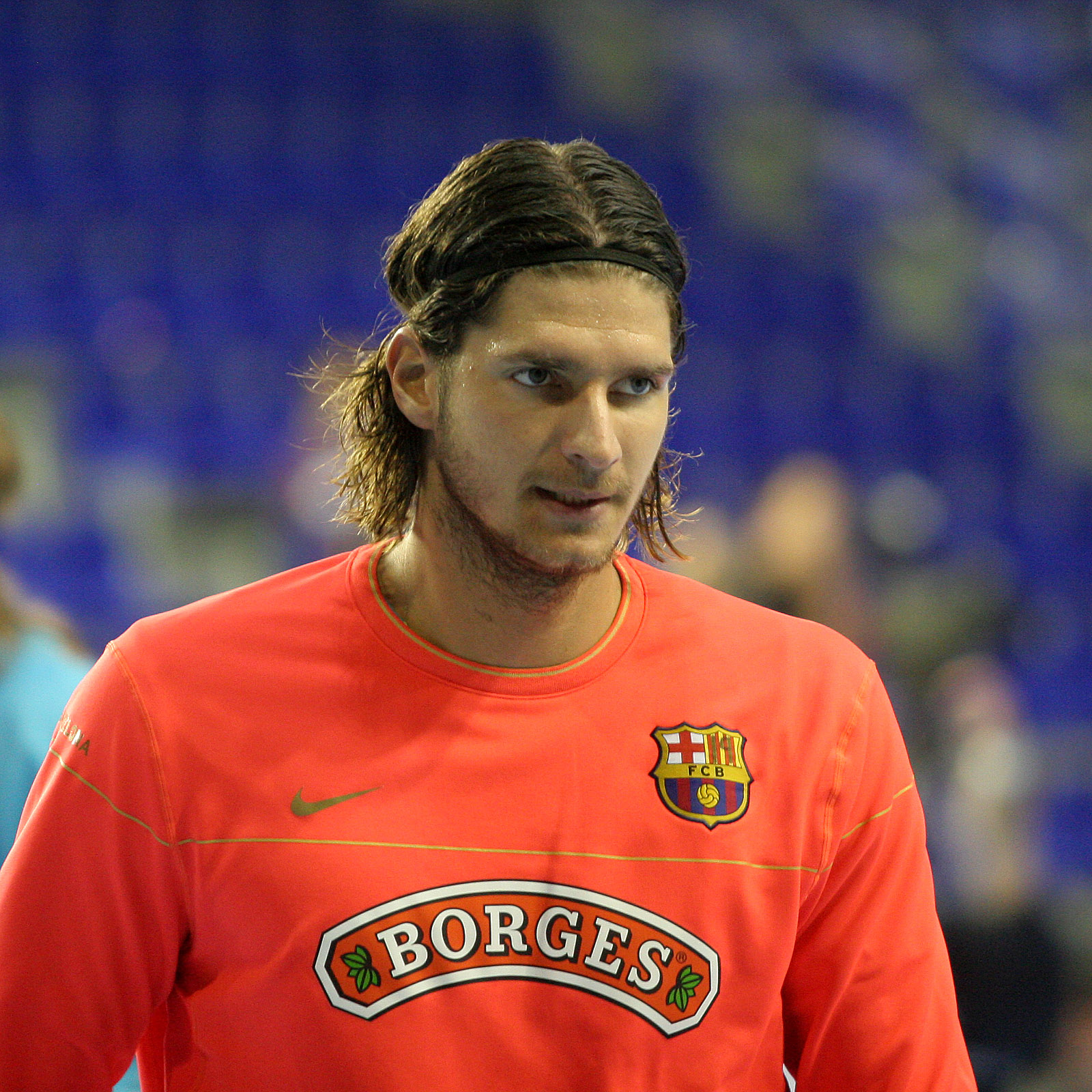
László Nagy, en 2008
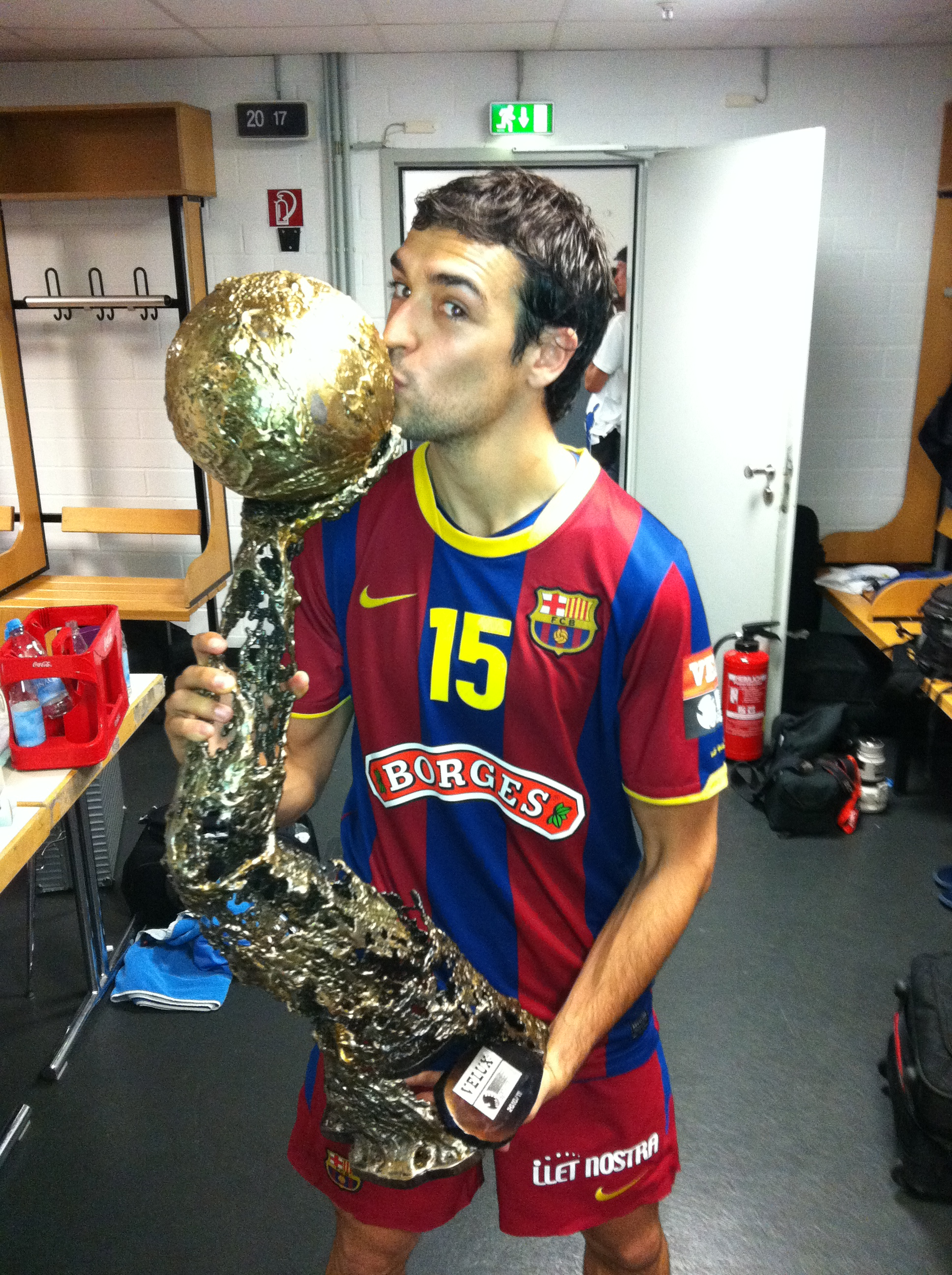
Cristian Ugalde, en 2011
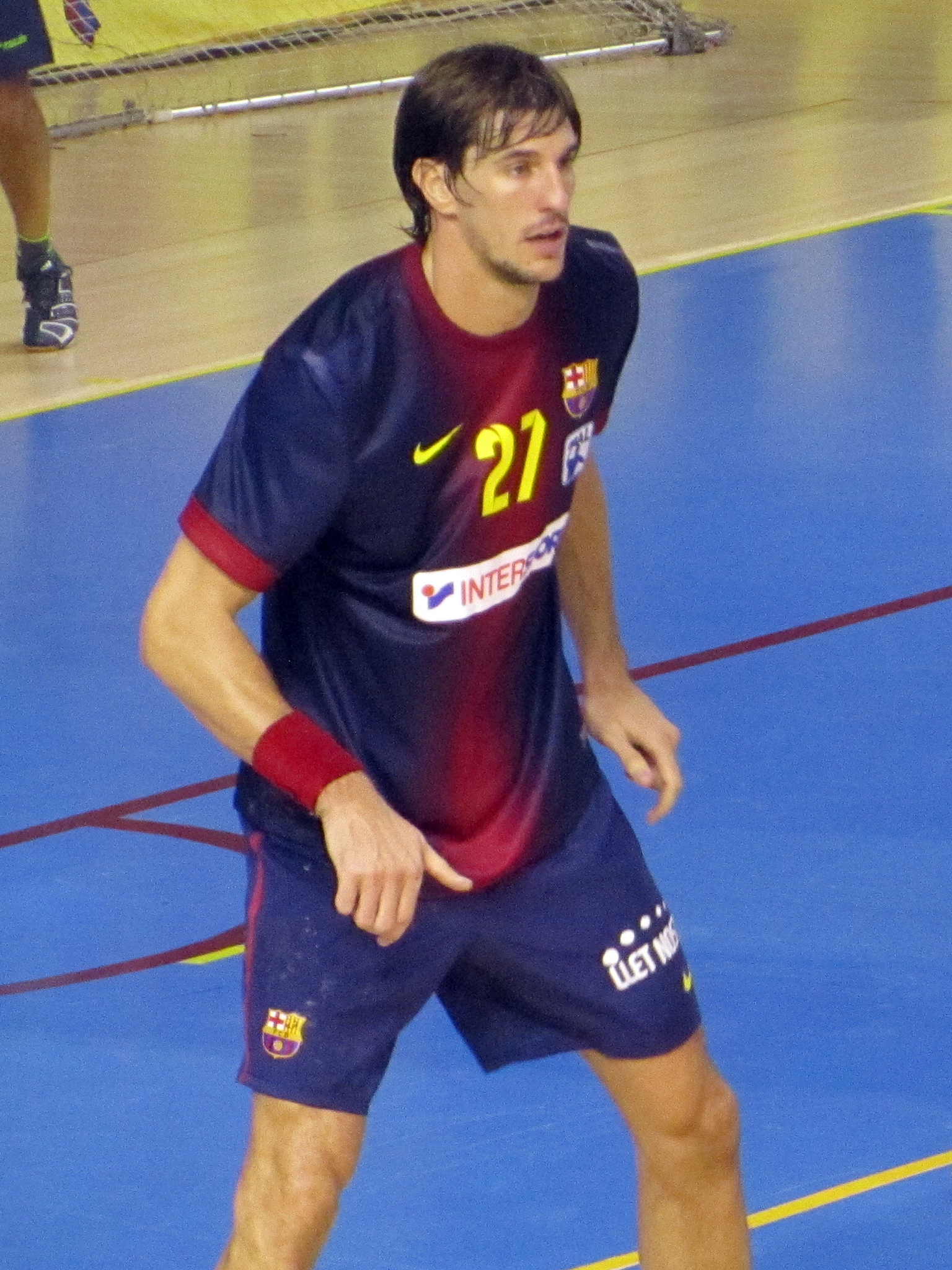
Viran Morros, en 2012
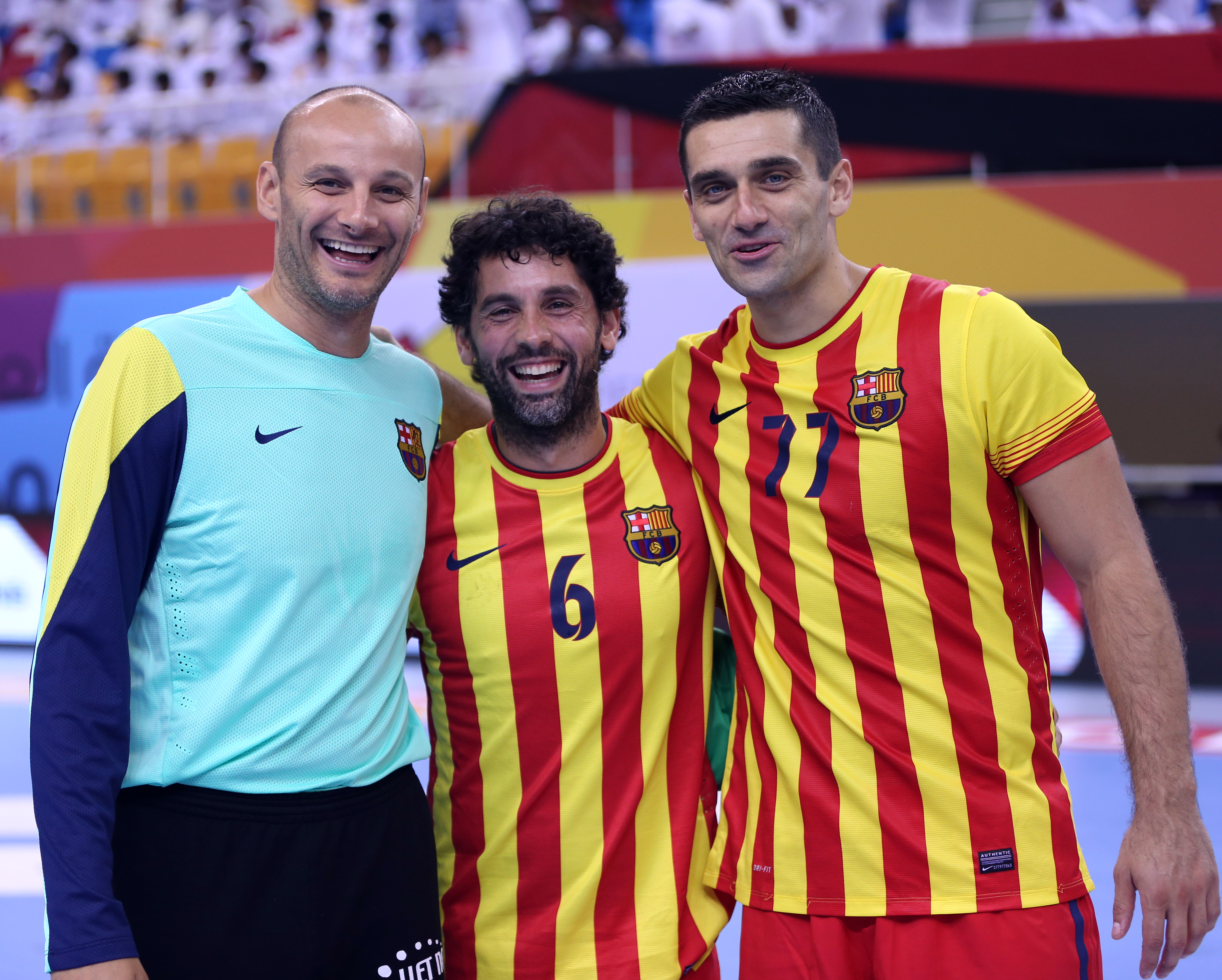
Danijel Šarić, Juanín García et Kiril Lazarov, en 2013
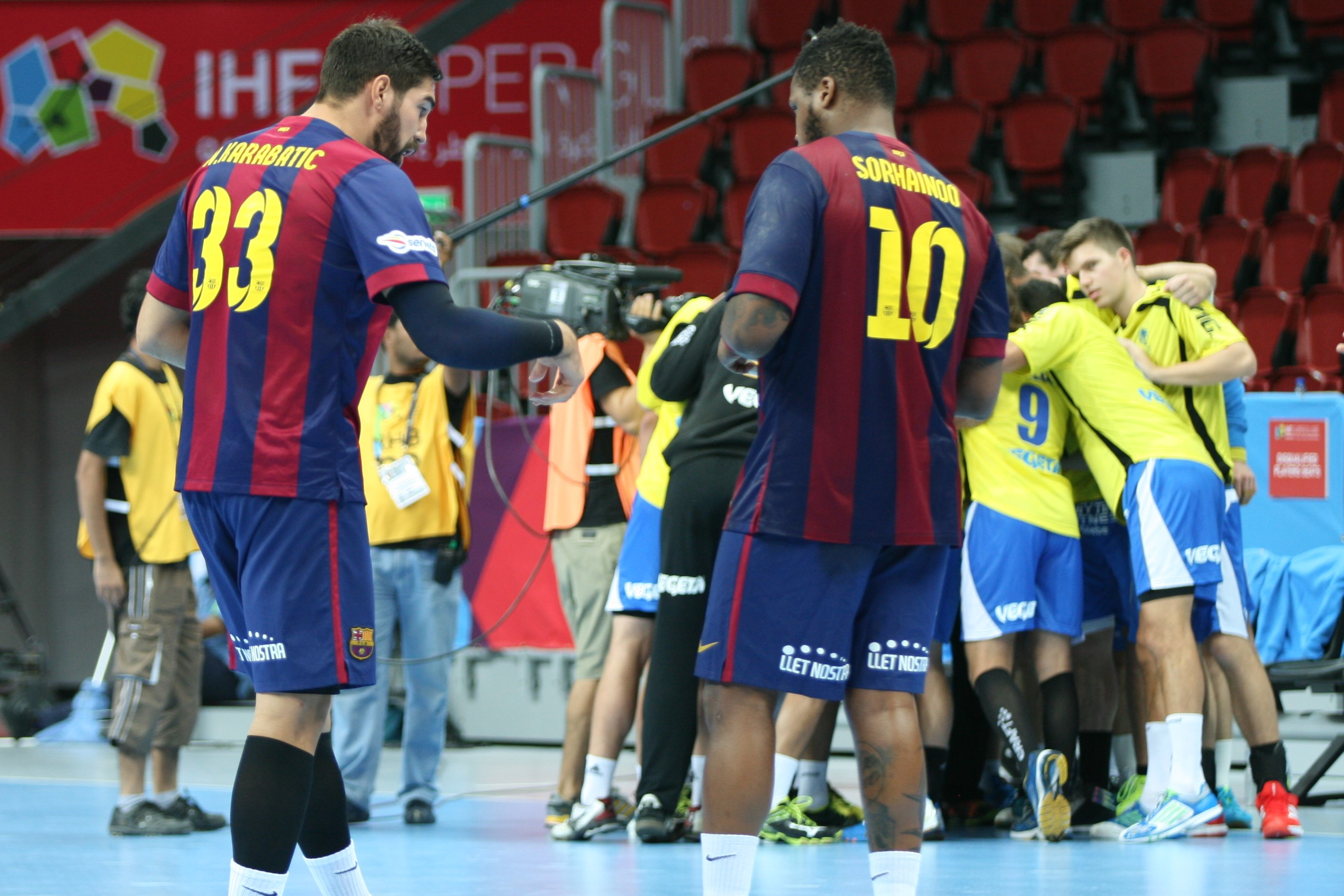
Nikola Karabatic et Cédric Sorhaindo, en 2014
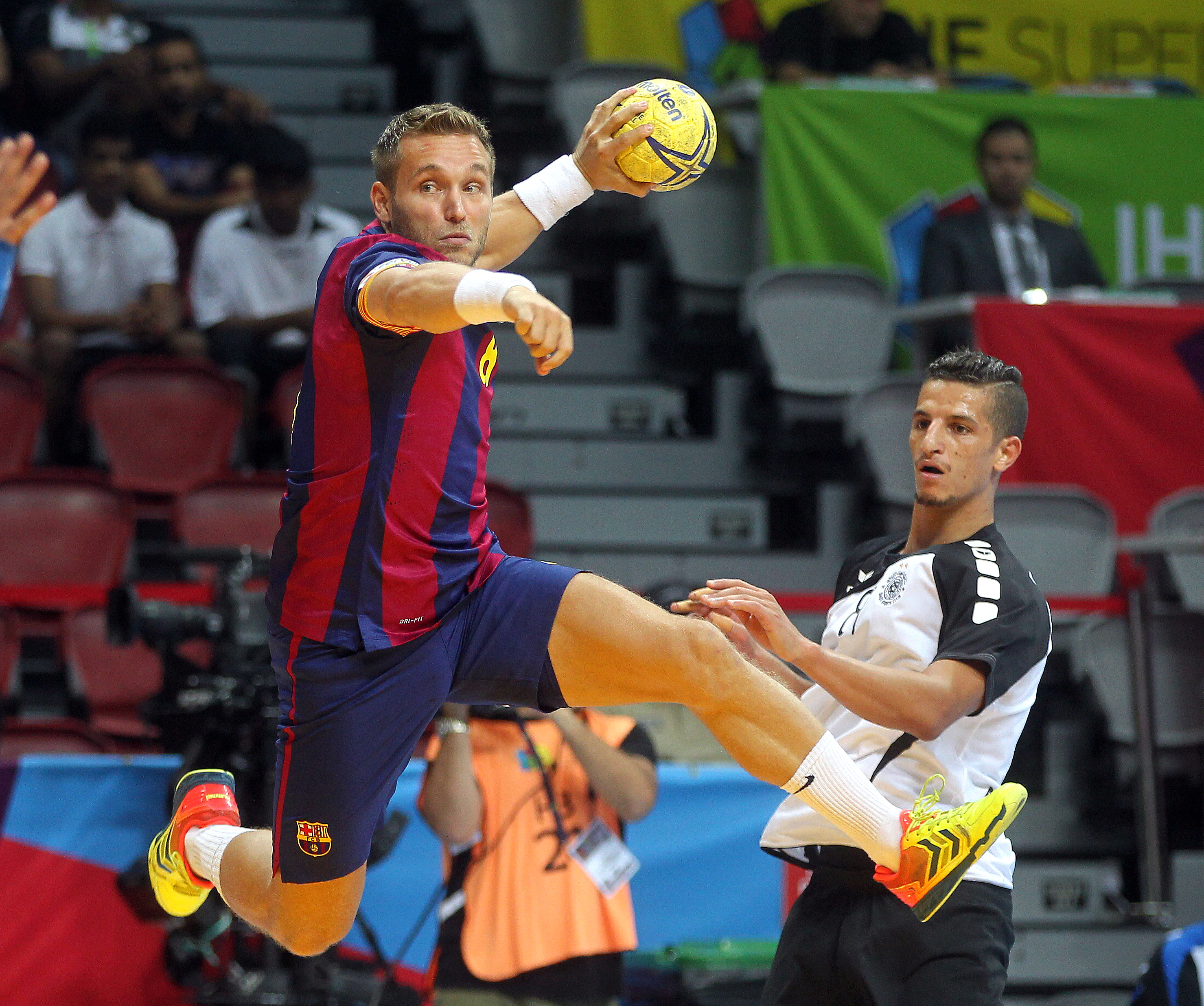
Víctor Tomás, en 2014
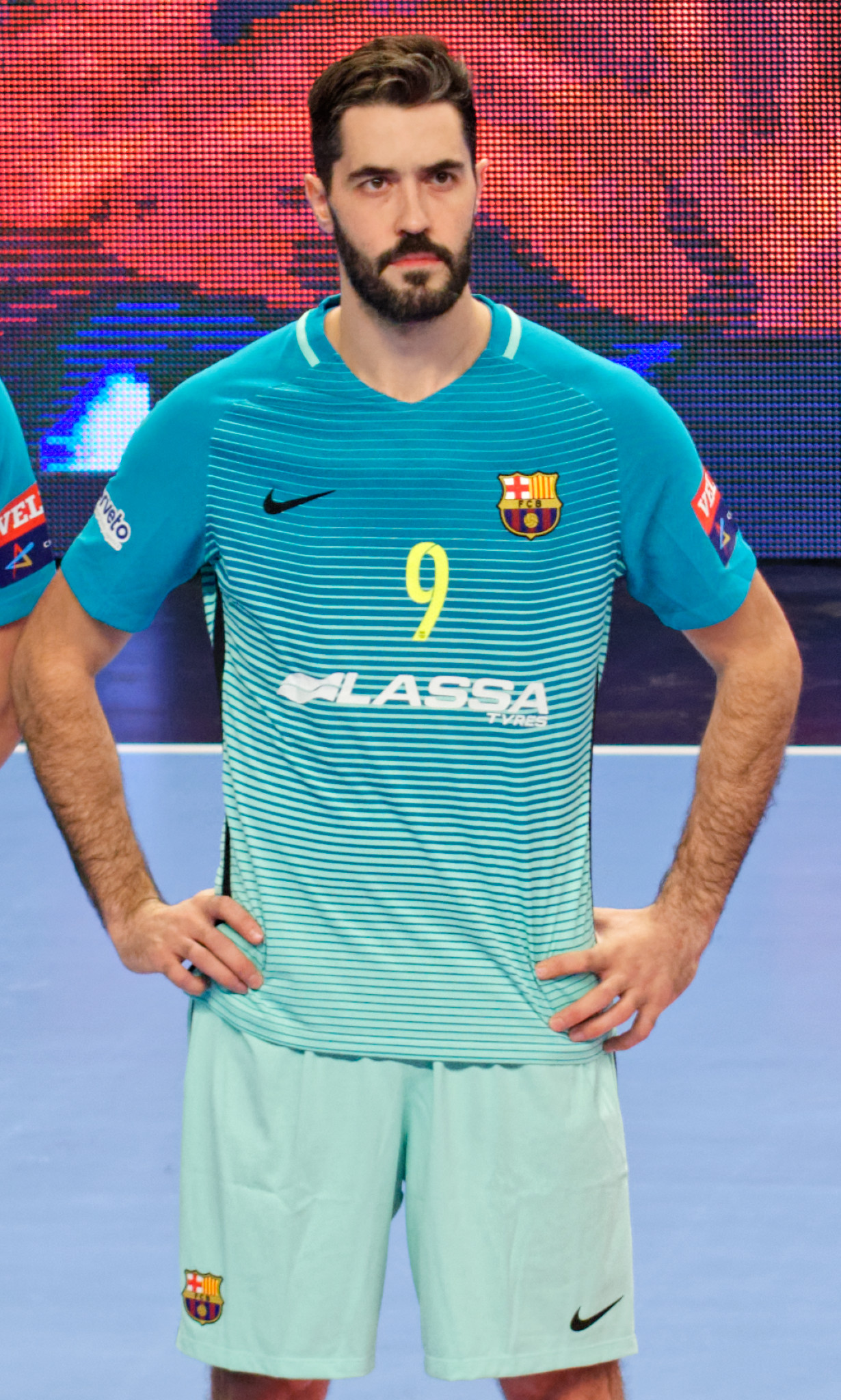
Raúl Entrerríos, en 2016
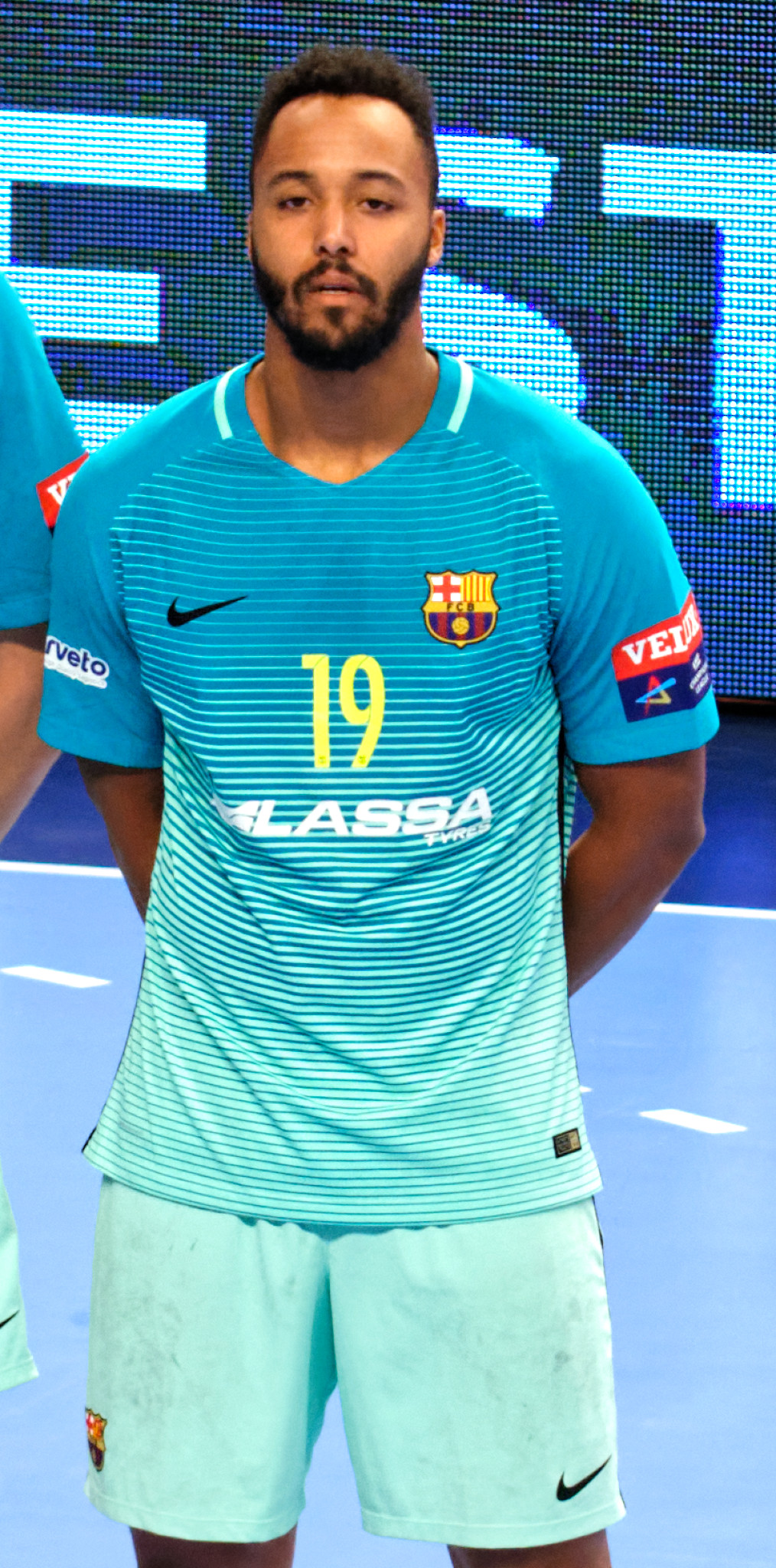
Timothey N'Guessan, en 2016
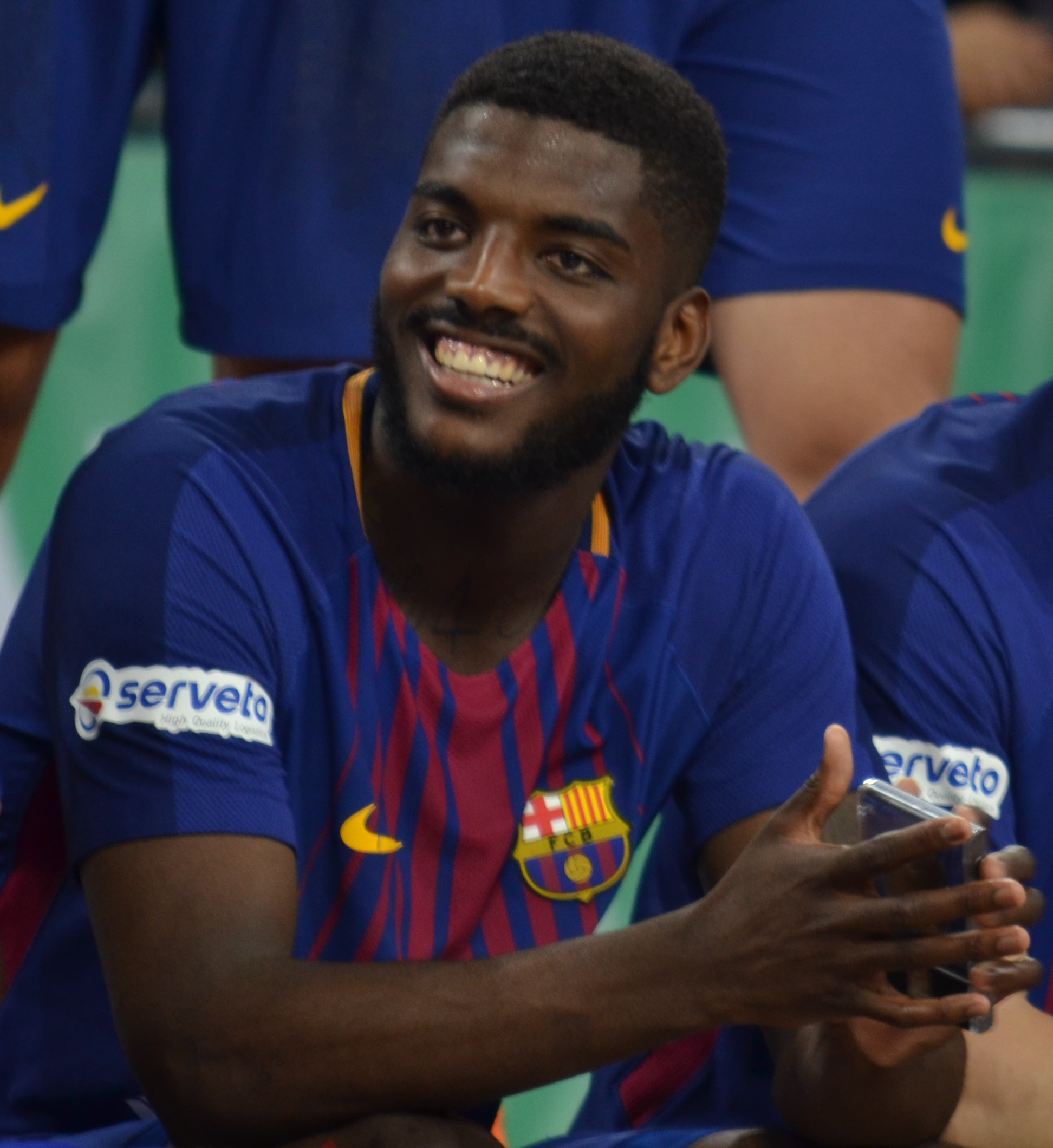
Dika Mem, en 2018.

### Capitaines
La liste des capitaines du club sont :
| Capitaine            | Saisons | Saisons | Saisons |
| Capitaine            | Nb      | Début   | Fin     |
| -------------------- | ------- | ------- | ------- |
| Salvador Mercadé     | 3       | 1951/52 | 1953/54 |
| Josep Massaguer      | 3       | 1954/55 | 1956/57 |
| Lluís Miracle        | 3       | 1957/58 | 1959/60 |
| Joan Prehn           | 4       | 1960/61 | 1963/64 |
| Guillem Portabella   | 2       | 1964/65 | 1965/66 |
| Ricardo Ramos        | 1       | 1966/67 | 1966/67 |
| Ramon Domènech       | 8       | 1967/68 | 1974/75 |
| Quico López Balsells | 3       | 1975/76 | 1977/78 |
| Valero Rivera        | 2       | 1978/79 | 1979/80 |
| Vicente Calabuig     | 3       | 1980/81 | 1982/83 |

| Capitaine               | Saisons | Saisons        | Saisons        |
| Capitaine               | Nb      | Début          | Fin            |
| ----------------------- | ------- | -------------- | -------------- |
| Eugeni Serrano          | 4       | 1983/84        | 1986/87        |
| Juan Sagalés (de)       | 4       | 1987/88        | 1990/91        |
| Lorenzo Rico            | 4       | 1991/92        | 1994/95        |
| Enric Masip             | 4       | 1995/96        | 1998/99        |
| David Barrufet          | 11      | 1999/00        | 2009/10        |
| László Nagy             | 2       | 2010/11        | 2011/12        |
| Víctor Tomás            | 8       | 2012/13        | 2019/20        |
| Raúl Entrerríos         | 1       | 2020/21        | 2020/21        |
| Gonzalo Pérez de Vargas | 2       | depuis 2021/22 | depuis 2021/22 |

### Entraîneurs

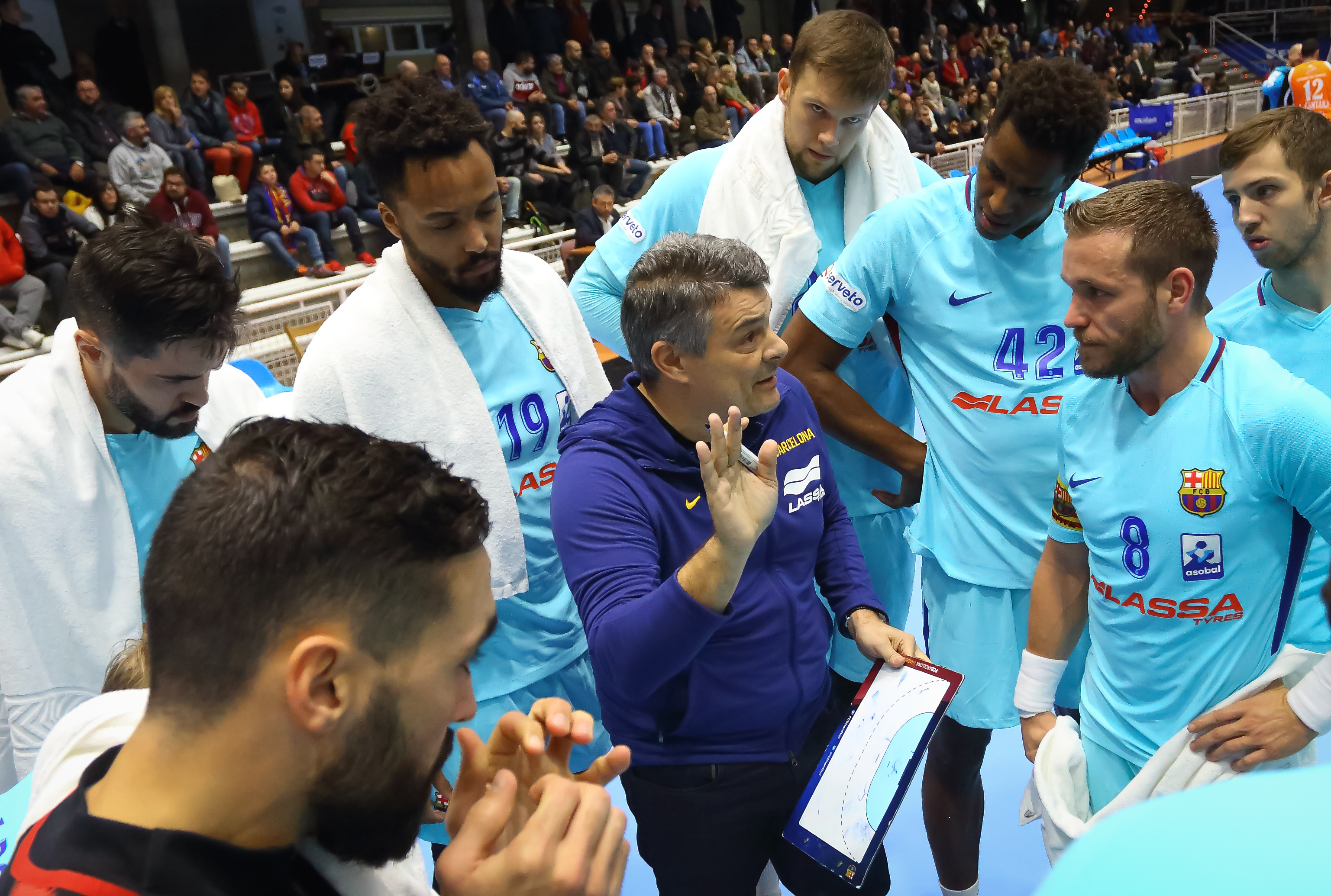
Xavi Pascual, ici en 2017

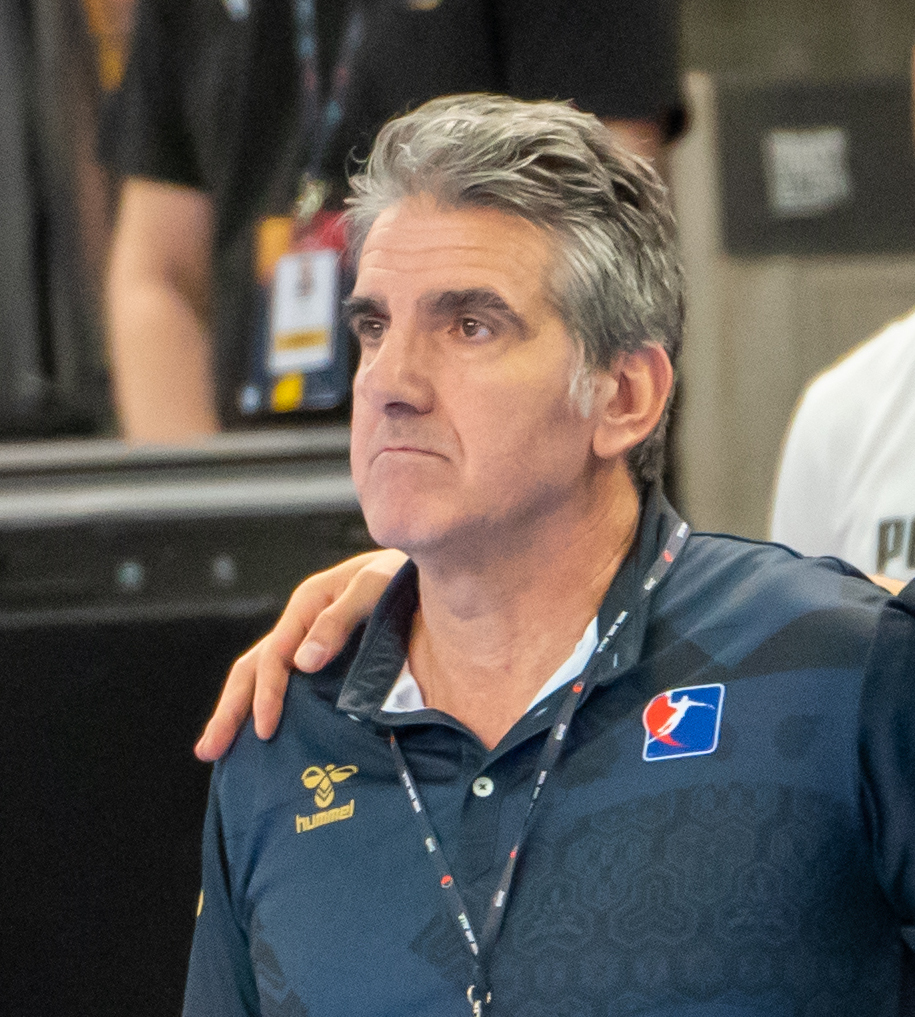
Antonio Carlos Ortega, l'actuel entraîneur.

La liste des entraîneurs du club sont :
| Entraîneur            | Saisons | Saisons     | Saisons     | Titres       | Titres      | Total* |
| Entraîneur            | Nb      | Début       | Fin         | C1 / C2 / C3 | Championnat | Total* |
| --------------------- | ------- | ----------- | ----------- | ------------ | ----------- | ------ |
| Antonio Lázaro        | 3       | 1967        | 1970        | - / - / -    | 1           | 2      |
| Josep Vilà (es)       | 9       | 1970        | 1979        | - / - / -    | 1           | 3      |
| Miquel Roca           | 2,5     | 1979        | déc. 1981   | - / - / -    | 1           | 2      |
| Sergi Petit           | 2       | déc. 1981   | fév. 1984   | - / - / -    | 1           | 4      |
| Valero Rivera         | 21      | fév. 1984   | dec. 2003   | 6 / 5 / 1    | 12          | 70     |
| Xesco Espar (es)      | 3       | 2004        | 2007        | 1 / - / -    | 1           | 6      |
| Manolo Cadenas        | 1,5     | 2007        | fév. 2009   | - / - / -    | -           | 2      |
| Xavi Pascual          | 12,5    | fév. 2009   | 2021        | 3 / - / -    | 11          | 61     |
| Antonio Carlos Ortega | 2       | depuis 2021 | depuis 2021 | 2 / - / -    | 3           | 14     |
| Total                 | Total   | Total       | Total       | 12           | 31          | 165    |

* Toutes compétitions confondues

## Infrastructures

### Palau Blaugrana
Le Palau Blaugrana est la salle où évolue la section handball, elle la partage avec les sections basket-ball et futsal et le rink hockey.
La salle possède une capacité de 8 250 personnes.

### Cité sportive Joan Gamper
La Cité sportive Joan Gamper est le centre d'entrainement du club omnisports, c'est là que les différents joueurs des sections, football, basket-ball et futsal s'entrainent.
Outre les neuf terrains de football, le complexe comprend trois terrains en salle qui ont une capacité de 472 spectateurs.

### Musée du FC Barcelone
Le Musée du FC Barcelone est le musée du club omnisports, c'est dans ce musée que sont entreposés les différents titres de la section handball.

### Ouvrage de référence
- (es + ca) Ramón Doménech et Manel Serra, Història de l'handbol del FC Barcelona, Associació de Veterans d’Handbol del FC Barcelona, 2021, 6e éd., 380 p. (lire en ligne)

### Autres références
1. 1 2  Seuls les principaux titres en compétitions officielles sont indiqués ici.
2. ↑  Histoire de la section de Handball
3. ↑  Le Barça obtient sa 100e victoire, sport.es, 29 octobre 2016
4. ↑  Guadalajara met un terme à la série de 133 victoires consécutives, as.com, 7 décembre 2017
5. ↑  « Fin d’invincibilité pour Barcelone », sur handnews.fr, 14 avril 2018 (consulté le 21 mai 2018).
6. ↑  « Xavi Pascual et le Barça, bientôt la fin ? », sur handnews.fr, 10 mai 2021 (consulté le 13 février 2024).
7. ↑  « Le FC Barcelone remporte une dixième Ligue des champions, un nouveau record », Le Monde, 13 juin 2021 (consulté le 21 juin 2021).
8. ↑  « Barcelone écrase Aalborg en finale et s'offre une dixième Ligue des champions », L'Équipe, 13 juin 2021 (consulté le 21 juin 2021).
9. ↑  « Une décima magistrale ! », Handzone.net, 13 juin 2021 (consulté le 21 juin 2021).
10. ↑  « Hand : Barcelone réussit un doublé historique en Ligue des champions », Le Figaro, 19 juin 2022 (consulté le 14 février 2024).
11. ↑  Le Classico du Handball
12. ↑  Història de l'handbol del FC Barcelona, p. 142-293
13. ↑  Història de l'handbol del FC Barcelona, p. 302-315
14. ↑  Història de l'handbol del FC Barcelona, p. 320-321
15. ↑  « Palmarès », sur Site officiel du FC Barcelone (consulté le 21 mars 2023).
16. ↑  https://handnews.fr/2025/esp-ludovic-fabregas-de-retour-a-barcelone-pour-5-ans/
17. ↑  https://handnews.fr/2025/esp-viktor-hallgrimsson-sengage-avec-barcelone/
18. ↑  https://handnews.fr/2025/lms-seif-elderaa-va-quitter-limoges-pour-le-fc-barcelone/
19. ↑  « 7 - Numéro d'Iñaki Urdangarin retiré », Hand action, no 4,‎ avril 2001, p. 72 (lire en ligne, consulté le 29 janvier 2025).
20. ↑  « Le maillot de Victor Tomás retiré lors du Barça-Kiel », sur Handnews.fr, 29 novembre 2022 (consulté le 29 novembre 2022).
21. ↑  Història de l'handbol del FC Barcelona, p. 319
22. ↑  Història de l'handbol del FC Barcelona, p. 318